# Гейдж, Ник
Николас Уильям Уилсон (англ. Nicholas William Wilson, род. 22 сентября 1980) — американский рестлер, более известный под своим именем Ник Гейдж (англ. Nick Gage). В настоящее время он работает в Game Changer Wrestling (GCW). Он также выступает в различных других независимых промоушенах. Он единственный человек, который выиграл «большую тройку» турниров по смертельным матчам: «Турнир смерти», «Король матчей смерти» и «Турнир выживания GCW».

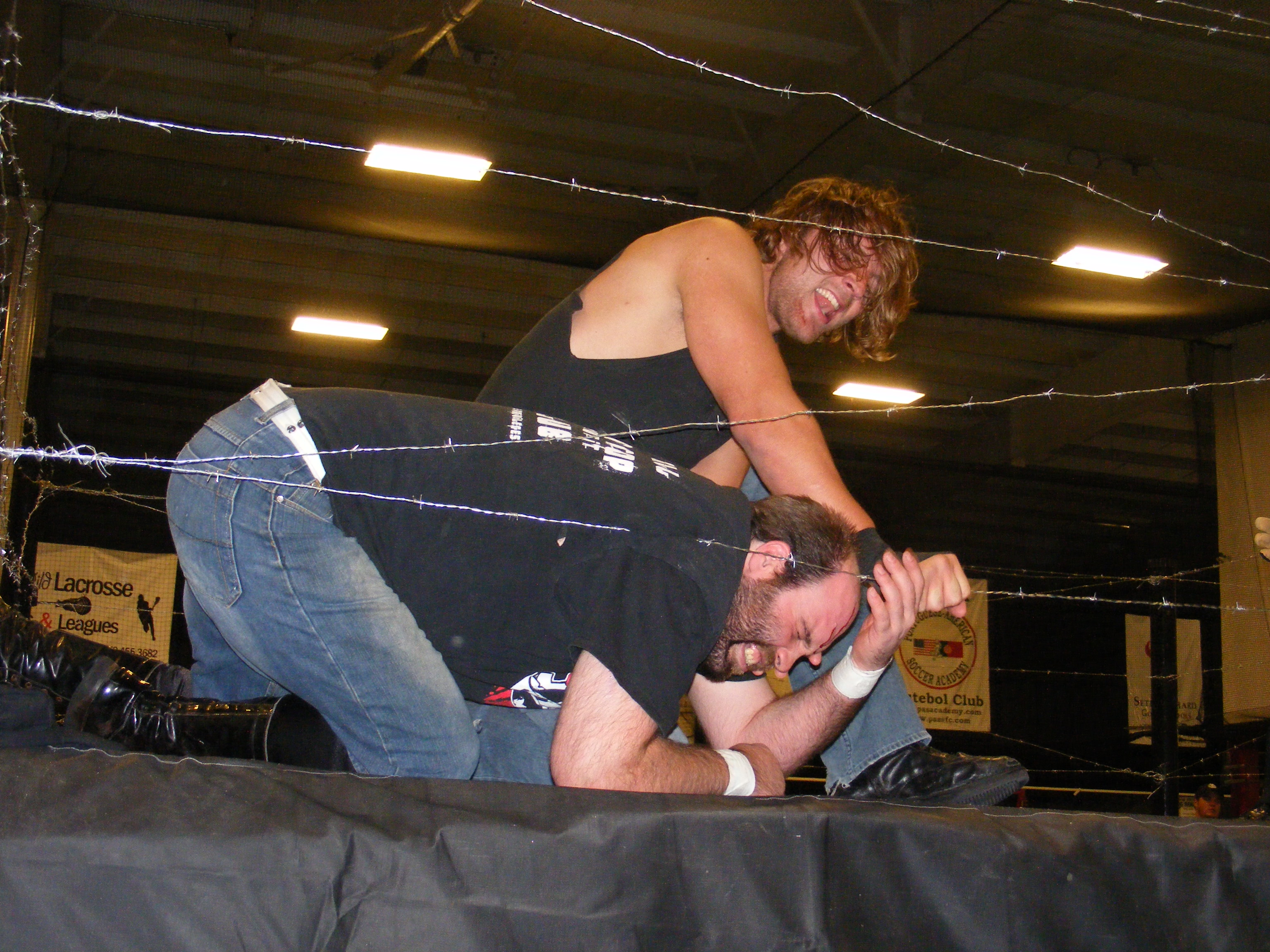
Ник Гейдж против Джона Моксли

Наряду с тем, что до начала 2011 года Гейдж был первым в истории чемпионом мира в тяжелом весе CZW в Combat Zone Wrestling (CZW), он выступал почти на каждом шоу CZW и участвовал в большем количестве матчей CZW, чем любой другой рестлер. Покойный брат Гейджа, Крис Уилсон, также был рестлером; он выступал в CZW под именем Джастис Пейн. В апреле 2011 года Гейдж был приговорен к пяти годам тюрьмы после того, как признал себя виновным в ограблении банка второй степени. В конечном итоге он был освобожден в 2016 году.
Дурная слава Гейджа как «народного героя» независимого американского рестлинга и условия смертельных матчей привела к тому, что в 2021 году он стал темой эпизода третьего сезона документального сериала Vice on TV «Темная сторона ринга». Джон Поллок из POST Wrestling описывает Гейджа как «культовую фигуру» рестлинга. «Хотя некоторые отвергают Гейджа, основываясь на своем неприятии его вида перформанса, они упускают из виду более широкую картину и конечную цель искусства — связь с аудиторией, которая живет и умирает с вашими словами и действиями».

## Личная жизнь
Уилсон вырос в Национальном парке, округ Глостер в Нью-Джерси. В детстве Уилсон боготворил Лоуренса Тейлора. Уилсон и его брат Крис вместе тренировались рестлингу.
В интервью, данном в начале 2010 года, Уилсон заявил, что был зависим от оксиконтина и других болеутоляющих средств в течение как минимум 10 лет. На момент ограбления банка в 2010 году Уилсон был бездомным, после того как его выселили из дома, где он жил со своей девушкой и ее матерью.

## Проблемы с законом

### Арест 2005 года
Уилсон был арестован в 2005 году за хранение краденого имущества. Он признал себя виновным и заплатил штраф в 250 долларов, а также судебные издержки.

### Ограбление банка и тюремное заключение
30 декабря 2010 года власти Нью-Джерси объявили, что разыскивают Уилсона за ограбление банка PNC в Коллингсвуде, Нью-Джерси, 22 декабря. Во время ограбления Уилсон передал записку сотруднице банка с требованием денег и получил около 3 000 долларов. После ограбления Уилсон и его подруга отправились в Атлантик-Сити, чтобы поиграть в азартные игры. 31 декабря 2010 года Уилсон сдался властям. 15 марта 2011 года Уилсон признал себя виновным в ограблении второй степени и 29 апреля был приговорен к пяти годам лишения свободы. Его признание вины было частью соглашения о смягчении наказания. Он получил право на условно-досрочное освобождение 31 марта 2015 года, отбыв 85 % пятилетнего срока. Он был освобожден условно-досрочно в апреле 2015 года, но нарушил условия УДО и был повторно помещен в тюрьму. Он был снова освобожден в ноябре 2016 года. Уилсона также обязали выплатить компенсацию как банку, так и сотруднице, у которой он требовал деньги.

## Титулы и достижения
- Absolute Intense Wrestling
  - Абсолютный чемпион AIW (1 раз)[11]
- Big Japan Pro Wrestling
  - Командный чемпион BJW (1 раз) — с Зандигом[12]
- Combat Zone Wrestling
  - Чемпион мира CZW в тяжёлом весе (4 раза)[13]
  - Чемпион Iron Man CZW (2 раза)[14]
  - Командный чемпион мира CZW (4 раза)[15] — с Зандигом (1), Нейтом Хэтредом (2) и Джастисом Пейном (1)
  - Чемпион ультранасильственного подполья CZW (2 раза)[16]
  - Межпромоциональный хардкорный чемпион CZW (1 раз)[17]
  - Турнир смерти V (2006)[18]
  - Зал славы CZW (2009)[8]
- Game Changer Wrestling
  - Чемпион мира GCW (2 раза)[19]
  - Командный чемпион GCW (1 раз) — с Мэттом Тремонтом[20]
  - Турнир на выживание II (2017)[21]
  - Ультранасильственный открытый турнир Ника Гейджа (2019)[22]
- Horror Slam Wrestling
  - Чемпион смертельных матчей Horror Slam (1 раз)[23]
- IPW Hardcore Wrestling
  - Командный чемпион IPW Tag Team Championship (1 раз) — с Джастисом Пейном[24]
- Independent Wrestling Association Mid-South
  - Чемпион IWA Mid-South в тяжёлом весе (1 раз)[25]
  - Чемпион силового стиля IWA Mid-South (1 раз)[26]
  - Король смертельный матчей IWA Mid-South (2018)[27]
- Insane Championship Wrestling
  - Чемпион ICW в тяжёлом весе (1 раз)[28]
- Jersey All Pro Wrestling
  - Командный чемпион JAPW (1 раз) — с Некро Бутчером[29]
- On Point Wrestling
  - Чемпион OPW в тяжёлом весе (1 раз)[30]
- Pro Wrestling Illustrated
  - Независимый рестлер года (2021)[31]
  - № 61 в топ 500 рестлеров в рейтинге PWI 500 в 2021[32]
- Sports Illustrated
  - Занял 10-е место в списке «10 лучших мужчин рестлеров 2019 года» по версии Sports Illustrated